# 吉妮·楊森
吉妮·楊森（Janine Jansen，1978年1月7日—），荷蘭小提琴家、中提琴家。

## 生平

### 早年
吉妮·楊森出生於荷蘭苏斯特的一個音樂家庭中，她在6歲時開始接觸小提琴，先後從珂許·懷森貝克、菲利浦·赫斯宏以及鮑里斯·貝爾金學習。

### 職業生涯
1998年起，楊森便是柏林光譜樂團的固定成員。2001年，楊森以獨奏家的身分與蘇格蘭國家青年管弦樂團合作，演出勃拉姆斯的協奏曲。2005年，她在倫敦逍遙音樂節的開幕音樂會當中演奏。
2018年1月，楊森與阿姆斯特丹王家音樂廳管弦樂團合作演出了布魯赫著名的第1號協奏曲。同年2月，她在倫敦的巴比肯藝術中心與米沙·麦斯基、瑪塔·阿格麗希搭檔演出。同年12月，她再次與王家音樂廳管弦樂團合作，演出西貝流士的協奏曲。此外，由於1997年以來和王家音樂廳管弦樂團長期合作演出的可觀成就，楊森在2019年獲頒扬·弗美尔獎（Johannes Vermeer Prijs），以表彰她對尼德蘭音樂文化的貢獻。
在獨奏事業之外，出於對室內樂演出的熱愛，她在乌得勒支開辦了專屬的室內樂音樂節，大力推廣室內樂演奏，也頻繁與年輕演奏家同台。

## 作品

### 錄音
楊森對室內樂形式的偏好是眾所皆知的，值得一提的是，過往的商業錄音在錄製樂團作品時，製作方經常有必須以大編制樂團錄製的堅持，但楊森的錄音打破了這個「禁忌」，她經常與五人編制的弦樂在錄音室合作，參與者包括她的胞兄大衛。

## 獲獎與榮譽
吉妮·楊森的演奏廣泛獲得世界各地觀眾的肯定，在2006年的柏林森林音樂會當中，她獲得了全場觀眾（兩萬五千人）的起立致意，2008年在洛杉磯華特·迪士尼音樂廳的一場滿座演出中也獲得了相同的待遇。
- 英國廣播公司第三台新生代藝人獎，2002–04年
- 尼德蘭音樂獎（荷兰语：Nederlandse Muziekprijs），2003年
- 英國皇家愛樂協會器樂演奏獎（Royal Philharmonic Society Instrumentalist Award），2009年[7]
- 扬·弗美尔獎，2019年

## 個人生活

### 家庭
吉妮·楊森的父親簡·杨森是風琴、大鍵琴和鋼琴音樂家，1987年到2011年中期，他是烏得勒支聖馬丁主教座堂的管風琴手。母親是一位古典音樂歌手。哥哥大衛是大鍵琴手和風琴手。弟弟馬丁是大提琴手。叔叔彼得·科伊是一位男低音。
楊森的丈夫是瑞典指揮丹尼爾·勃林杜勒夫，兩人現居乌得勒支。

## 軼事
- 楊森現時使用數把斯特拉迪瓦里小提琴：1727年製的「巴列列」（Barrere）[c][8]，同為1727製的「代尔布鲁克男爵」（Baron Deurbroucq）[d][9]，以及1707年製的「顧特曼男爵」（Baron Gutmann）[e][10]。
- 楊森曾與立陶宛小提琴家朱利安·拉赫林交往，兩人在室內樂舞台上亦有合作[11]。

## 外部連結
- 官方网站
- 吉妮·楊森在Allmusic上的頁面
- 吉妮·楊森的Discogs页面（英文）
- 烏特勒支國際室內樂音樂節的官方頁面 （页面存档备份，存于）
- Spectrum Concerts Berlin （页面存档备份，存于）